# Niwki (Namysłów)
Pour les articles homonymes, voir Niwki.
Niwki est une localité polonaise de la gmina et du powiat de Namysłów en voïvodie d'Opole.